# Pierluigi Zappacosta
Pierluigi Zappacosta (Chieti, 2 luglio 1950) è un ingegnere e imprenditore italiano, uno dei tre fondatori di Logitech.

## Biografia
Nato il 2 luglio 1950 nel centro storico di Chieti, studiò presso il liceo classico Giambattista Vico e poi all'università La Sapienza di Roma, dove si laureò in Ingegneria Elettronica. Dopo aver lavorato per qualche anno a Pisa, andò negli Stati Uniti d'America assieme alla moglie Enrica, una donna originaria di Colledimacine, che ottenne una borsa di studio dall'IBM in California. Qui, Zappacosta  conseguì un Master of Science in Computer Science presso la Stanford University e nel 1981 fondò con Giacomo Marini e lo svizzero Daniel Borel la Logitech, un'azienda attiva in un primo tempo nel campo della consulenza informatica, e successivamente spostatasi verso la produzione di periferiche per computer. Durante il periodo della sua direzione, l'azienda crebbe sino a diventare una multinazionale, e divenne la prima produttrice di  mouse a sensori ottici.
Nel 1998, abbandonati i ruoli direttivi presso la multinazionale da lui creata, dove era stato presidente, amministratore delegato e vicepresidente del consiglio di amministrazione e averla portata alla quotazione in Svizzera nel 1988 e in seguito al NASDAQ, fondò con la moglie la Digital Persona, un’azienda produttrice di sistemi di identificazione biometrica basati sulle impronte digitali. Ha ottenuto vari incarichi manageriali, tra cui quello di amministratore delegato e presidente della Sierra Sciences, società di Reno, nel Nevada, pioniera della medicina anti-età. 
Molto legato all'Italia, nell'ottobre 2005 rilevò da un'asta fallimentare in Abruzzo, su segnalazione della moglie, con un proprio fondo (Faro Ventures) e con la partnership di Interbanca, il Pastificio Delverde di Fara San Martino. Sempre nella sua terra di nascita ha investito anche nel progetto dell'energia alternativa fotovoltaica dell'azienda Innova.
Segretario e tesoriere di Issnaf (Italian scientists and scholars in North America foundation), l'associazione degli scienziati e ricercatori italiani nel Nord America fondata  nel 2007  da 36 scienziati tra cui quattro Nobel (Renato Dulbecco, Riccardo Giacconi, Louis Ignarro, Mario Capecchi), fa inoltre parte del Board of Trustees della Reason Foundation e, in Italia, dell'Istituto Bruno Leoni. È stato insignito dall'Università degli Studi "Gabriele d'Annunzio" dell'Ordine della Minerva.

## Onorificenze
Il 22 maggio 2015 il presidente della Repubblica Italiana Sergio Mattarella lo nomina Cavaliere del lavoro.

## Vita privata
Sposato con Enrica D'Ettorre, ha tre figli: Francesco, Marco, Maria Cristina.